# داریو باسین
داریو باسین (انگلیسی: Dario Baccin؛ زادهٔ ۲۷ اوت ۱۹۷۶) بازیکن فوتبال اهل ایتالیا است.
از باشگاه‌هایی که در آن بازی کرده‌است می‌توان به باشگاه فوتبال آسکولی، باشگاه فوتبال یوونتوس، باشگاه فوتبال کیه‌وو ورونا، باشگاه فوتبال آنکونا، باشگاه فوتبال چزنا، باشگاه فوتبال ناپولی، و باشگاه فوتبال ترنانا اشاره کرد.